# John Michael Beahen
John Michael Beahen (* 4. Februar 1922 in Ottawa; † 14. März 1988 in Sault Ste. Marie) war ein kanadischer römisch-katholischer Geistlicher und Weihbischof in Ottawa.

## Leben
John Michael Beahen empfing am 15. Juni 1946 das Sakrament der Priesterweihe.
Am 11. Mai 1977 ernannte ihn Papst Paul VI. zum Titularbischof von Ploaghe und zum Weihbischof in Ottawa. Der Erzbischof von Ottawa, Joseph-Aurèle Plourde, spendete ihm und Gilles Bélisle am 21. Juni desselben Jahres die Bischofsweihe; Mitkonsekratoren waren der Bischof von London, Gerald Emmett Carter, und der Erzbischof von Rimouski, Gilles Ouellet PME.